# Olivier Texier
 (octobre 2018).
Pour les articles homonymes, voir Texier.
Olivier Texier est un auteur de bande dessinée français né le 29 juillet 1972 à Nantes.

## Biographie
Olivier Texier s'auto-édite à partir de 1997. En 2001, Le dernier cri publie une sélection de ses dessins pornographiques, mais c'est avec ses strips Le Bar et Grotesk, publiés dans Psikopat qu'il acquiert une certaine notoriété[réf. nécessaire]. Il publie 34 albums en auto-édition de 1997 à 2004, tout en travaillant à la mairie de Nantes, activité professionnelle qu'il occupe toujours aujourd'hui[Quand ?] ; en parallèle, il publie des albums chez des éditeurs de la scène alternative, comme Humeurs ou Les Requins Marteaux.
En 2020, il livre Demain est un autre jour de merde (Les Requins Marteaux). L'album figure dans la sélection pour le Festival d'Angoulême 2021.
En 2025, à l'occasion de son exposition Orgiapocalypse, il révèle être derrière le pseudonyme Mavado Charon.

## Œuvres publiées
Il participe à L'Œil électrique, Ferraille illustré et Spirou. Ses travaux sont parus dans les revues et magazines Comix Club, L'Horreur est humaine, Ferraille, Psikopat, etc.

### Albums
- Albums auto-édités, 1997-2013.
- L'éléphant de terre deux (dessin), avec X-90 (scénario), Les Requins Marteaux, 2001.
- 69 dessins sales, Le Dernier Cri, 2001.
- En français dans le texte, Jean-Jacques Tachdjian, La Chienne, 2004.
- Flatter la bête, éditions MeMo, 2004.
- Le Bar, Humeurs, 2005.
- Les nouvelles aventures de Girafe (dessin), avec X-90 (scénario), Les Requins Marteaux :

1. Zebra et la statuette infernale, 2005.

- Grotesk, Humeurs, coll. « Pudeur », 2006.
- Croisière Cosmos, Delcourt, coll. « Shampooing », 2008.
- Mal Faits, Les Rêveurs, coll. « Pas Vu Pas Pris », 2008.
- Nous sommes Motorhead (collectif)[4], Dargaud, 2009.
- Le Tarot taré, Le Dernier Cri, 2011.
- Campigne, Le Dernier Cri, 2012.
- Marv et Jonny, Les Requins marteaux, 2013.
- Grotesk, Même pas mal :

1. Retour à l'anormal, 2013.
2. Grotesk II, 2015.

- Histoires sans gag, Vide Cocagne, coll. « Sous le manteau », 2013.
- Texas, Vide cocagne, coll. « Épicerie fine » :

1. Texier, ton univers impitoyable, 2014.
2. Dans l'espace, personne ne vous entendra rier, 2015.
3. T'es sexe, t'es classe, Texas, 2015.

- Bite-Fighter, Les Requins Marteaux, coll. "BD cul", janvier 2017.
- Les Captainz, avec Yoann (dessin)[5],[6], Le Lombard, 2017.
- Cacas Ratés, Même Pas Mal, 2017.
- Héroïque Fantaisie[7], Les Requins Marteaux, septembre 2018.
- Cacas Ratés, Le Retour !, Même Pas Mal, "Premio de Mierda" aux Golden Globos Comics Awards, 2019.
- Le royaume du vide, Cornélius, coll. Delphine, août 2019.
- Demain est un autre jour de Merde[1], Les Requins Marteaux, Sélection officielle du 48e Festival d'Angoulême, 2020.